# 小山健三
小山 健三（こやま けんぞう、1858年7月23日（安政5年6月13日） - 1923年（大正12年）12月19日）は明治時代から大正時代にかけての日本の官僚、教育者、実業家。
前半生は教育者、近代日本教育の建設者として、とりわけ専門教育の礎を築くことに大きな功績を残し、高等商業学校（1902年に東京高等商業学校に改称、現・一橋大学）校長などを歴任。後半生は、三十四銀行（後の三和銀行、現三菱UFJ銀行）第2代頭取に就任して、事業を大きく発展させるとともに、日本の金融界の発展に尽くす。福沢諭吉の養子であり「日本の電力王」と呼ばれた福沢桃介に、「東に渋沢栄一、西に小山健三あり」と言わしめた。貴族院議員。

## 人物

### 生い立ち/武州忍時代（1858年-1872年）
1858年（安政5年）、武蔵国忍藩の下級士族、小山宇三郎の長男として生まれる。1864年（元治元年）、7歳より水谷氏の私塾（寺子屋）に入り、漢籍の初歩と算術習字を学び、当時から成績優秀として知られる。1868年（明治元年）に母を失い水谷氏の私塾を去り、松平家が藩主の忍藩の藩校「進修館」の生徒となり、翌年から培根堂及び洋学館に学び、1870年（明治3年）13歳にして、関孝和の流れをくむ数学の至誠賛化流の目録を受ける。翌年14歳にして、忍藩より数学の助教に任命され、母校にて教鞭をとり始める。しかし同年廃藩置県のため、進修館、倍根堂、洋学館などがすべて廃止され、東京に学問修業に出ることとなる。

### 学問修業/最初の東京時代（1872年-1875年）
東京において小山は、宮崎正謙のもとで測量術を学び、順天求合社と攻玉社において高等数学と洋学を学び、さらにドクトル・パアムに師事して化学、英国人フリユムについて語学を修める。

### 長野・前橋・東京時代（1875年-1883年）
1875年（明治8年）6月より長野県師範学校予科の訓導として赴任し、同年照子と結婚。しかしすぐに教職を辞し、妻を長野に残したまま、新潟に旅立つ。東京時代に化学を学んだドクトル・パアムを頼りに新潟から海外に学問の修業に出ようと考えたためであったが、既にパアムは東京に戻っており会うことは出来なかった。この時ドクトル・パアムに出会って洋行（海外留学）を実現していたら、全く違う人生になっていた可能性が高い。その後前橋で5年間教鞭をとることになる。結婚4年目の1878年（明治11年）長男・敏雄を授かるが、翌年3月に亡くなってしまう。その悲しみも冷めやらぬ1881年（明治13年）1月父・宇三郎が49歳にして亡くなる。同年7月に小山は文部省の官吏となり、学務局にて中学校の教科書検定係となる。1882年、長女みねが生まれる。

### 長崎・熊本時代（1883年-1889年）
1883年（明治16年）26歳で長崎に赴任、学務課長と長崎師範学校長を兼務し6年半に渡り長崎の教育界の組織づくりを行うことになる。長崎は江戸時代、唯一外国人渡航が認められた地であるにもかかわらず、明治時代になり一旦は設立された医学校、外国語学校、師範学校は廃止され教育が荒廃していた。赴任の翌年に長女みね（3歳）を失うが仕事に邁進し、小山はまず女子師範学校を1884年（明治17年）に男子の師範学校に併設する形で開設。1887年（明治20年）には、旧制ナンバースクールの第五高等学校の前身、第五高等中学校を設立。長崎県衛生課の管轄下にあった長崎医学校を学務課に移管し学科過程、校則を改変し予算を増やし後の長崎大学医学部の礎を築いた。
また、商業教育の重要性を説き、消滅していた長崎の商業学校を1886年（明治19年）に復活させる（現長崎市立長崎商業高等学校）。商業学校を復活させる上での一番の問題は予算であったが、小山は「五厘金」に目をつける。五厘金とは、開国以来長崎の貿易商人が利益の1,000分の5を積み立てていたものを明治政府から没収されていたものであり、管理していた貿易会所は商業学校設立への支出を承諾し復活が実現した。この年3月17日に次女・久子を授かる。
この時期、1887年（明治20年）、初代文部大臣森有礼の視察を迎えてから森との交流が始まる。長崎の「教育界」という雑誌に小山は「島国である日本に将来必要なのは海運業であり、商船学校の設立、航海教育が急務であるとの論文を投稿、これを東京の森有礼が目にし、即座に商船学校が整備される。またこの年、森有礼に随行して熊本に出張して数ヶ月後、急遽、熊本の第五高等中学校医学部校長兼任の命を受け、1889年（明治22年）まで長崎と熊本を行き来する多忙な日々を送ることになる。
1889年（明治22年）11月5日、第五高等中学校教諭として長崎を離れ熊本に赴任するが、わずか半月後に東京職工学校幹事、東京職工学校委員に任ぜられ、東京に戻ることとなる。1889年、次男・健男が、1891年、三男・恒男が生まれる。

### 高等商業学校時代（1895年-1898年）
1895年（明治28年）文部参事官に昇進した小山は高等商業学校（1902年に東京高等商業学校に改称、現・一橋大学）の校長に就任し、すぐさま学校改革に着手する。商業道徳科を設けて近代商人の職業倫理を徹底し、商学だけでなく経済学と法学と合わせて商業教育の中核とした。また、現在の大学に相当する専攻部を設置。国内外から専門家・実務家を招聘して商業教育の充実を図ると共に、若手を海外に留学させて人材の育成を図った。その際の留学者の中には、後に商学を権威ある学問へと昇華させた福田徳三、佐野善作、関一、志田鉀太郎、津村秀松、神田乃武らがいる。津村秀松は1904年に小山の娘・久子と結婚し、後に実業界に進出し、大阪鉄工所（現日立造船）で社長を務める。また、高等商業教育における外国語の重要性を説き、高等商業学校の附属機関として外国語学校を新設、現在の東京外国語大学の前身となる。また、将来の商業家は必ず工学上の知識が必要になり、工業家は簿記などの商業の知識が必要になるはずとの予想のもと、東京高等工業学校と教授を相互に派遣して授業を行う制度を作った。現在の技術経営 (MOT、Management of Technology)に通じる考え方であった。
僅か3年弱の在任期間ながら、東京高等商業学校が後に東京商科大学（現一橋大学）に昇格する上での基礎を作ったのが小山の学校改革であり、学校の中興の祖とも言われている。小山の改革は外国からも注目を浴び、福田徳三は留学先のミュンヘンからバイゲルの「高等商業学校運動」の該当部分を小山宛に送っている。

### 三十四銀行時代（1899年-1923年）
国立銀行の営業期限（設立免許後20年）を迎えた第三十四国立銀行（後の三和銀行、現三菱東京UFJ銀行）は、1897年（明治30年）に普通銀行の株式会社三十四銀行に転換。頭取は引き続き岡橋治助が就任したが、経営の近代化のため、2年後の1899年（明治32年）1月に小山健三を第2代頭取として迎えた。これは、当時の日本銀行大阪支店長片岡直輝の推薦によるものであった。
小山は頭取に就任すると直ちに経営方針を明確に打ち出した。当時、投機家の機関銀行的色彩が強かった銀行のあり方を強く批判し、三十四銀行を近代的な商業銀行にする決意を明らかにする。まずは行内の気風の一新を図るため、営業時間中の羽織着用や新聞・雑誌の閲覧を禁止し、新規取引先の開拓を積極的に行う。4月には日本中立銀行（台湾における最初の銀行）と日本共同銀行を合併し規模を拡大する。1900年（明治33年）には、横浜正金銀行（後の東京銀行、現三菱東京UFJ銀行）の香港支店、上海支店とコルレス契約を締結し外国為替業務を開始。
1904年（明治37年）から1905年（明治38年）の日露戦争と相前後して、日本の産業が紡績業などの軽工業から鉄道・電力・鉄鋼などの基幹産業へと広がりを見せる中、1911年（明治44年）に2つの新規事業を開始。一つは、担保付社債信託業務であり、当時この業務を行うのは日本興業銀行、安田銀行などわずか数行であった。もう一つは、資本金を倍額の10百万円にしたのを機に、「事業資金部」を設置し、小工業者向けに長期資金の貸出を開始。この業務は三十四銀行独自のもので、大阪地区の小工業者の育成に大きく貢献した。これらの業務は大正時代に入って大きく発展することとなった。
積極的に規模を拡大し業務範囲を広げながらも、経営は極めて堅実であり、東西の有力銀行の30行以上が被害を受けた「石井定七事件」（1922年／大正11年）においても、関西の有力銀行で全く被害がなかったのは三十四銀行だけであった。
1915年（大正4年）には東京支店、1921年（大正10年）には京橋支店を開設。1918年には当時東京商工会議所会頭であった藤山雷太を監査役に迎え、東京地区における営業活動を強化する。1916年、妻・照子が死去（享年58）。1919年（大正8年）には、全て社外重役だった慣例を破り、本店支配人一瀬粂吉、台北支店支配人北村吉之助、東京支店支配人太田一平の3人を内部から取締役に抜擢。しかし1922年（大正11年）になると健康に衰えが見え始め、翌年1923年（大正12年）頭取在任のまま死去した。墓所は大阪市南霊園。

### 日本製糖汚職事件で私財を提供
当時三十四銀行の台湾における有力取引先として大日本製糖があったが、多額の設備投資が原因で経営危機に陥り、打開するために国会議員に金品を贈ったりしたことが明るみに出て、疑獄事件として立件される。それにともない、同社は企業整理に入り、三十四銀行は約26万円の焦げ付きが発生する。小山は、1909年（明治42年）の株主総会で頭取としての不明を詫び、大日本製糖の債権を償却するために、ほぼ全財産の10万円と、5人の取締役が出した10万円、合計20万円を提供したと報告し、承認を求めた。株主総会では、正当な取引の結果生じた損害を株式会社の取締役が責任を負うのはおかしいという意見が優勢だったが、小山健三頭取が頑として受け入れないため、株主総会はやむをえず承認した。その後、大日本製糖は社長となった藤山雷太らの努力と渋沢栄一の援助によって立ち直り、債権は無事回収されたので、小山たちの提供金は返還された。「金を貸すときは自分のカネを貸すつもりでやれ」というモットーを実際に実行したものであった。

### 東の渋沢、西の小山
福沢諭吉の養子であり「日本の電力王」と呼ばれた福沢桃介は、「東に渋沢栄一、西に小山健三あり、東西における金融界の大御所として（中略）時の政府が公債を募集するとか金融界の大問題を解決するとかいうような場合には、大蔵大臣は必ずこの両大御所の意見を徴するのが例だった」とその著書「財界人物我観」に書いている。
第一次世界大戦末期に、英国、フランス、ロシアの3国が日本で円貨公債を発行した際に東西の各銀行が引き受けたが、小山頭取は「ロシア政府の分に限り、日本政府の保証を付けない限り引き受けない」と強硬に主張し、これを認めさせた。その後、ロシア革命が起こり、革命政府は帝政ロシア時代の債務の支払を拒否したが、日本の銀行は日本政府から償還を受けて株主や預金者に迷惑をかけずに済んだというエピソードを、大島堅造はその著書「一銀行家の回想」で語っている。

## 略歴
- 1858年 - 武蔵国埼玉郡忍城郭内（現在の埼玉県行田市）にて、忍藩の下級武士である父・宇三郎（27歳）母・鈴木氏（26歳）の長男として生まれる
- 1871年 - 14歳で忍藩庁から数学助教を申し付けられ、以後教育関係の道に進む
- 1881年 - 文部省に入省
- 1883年 - 長崎県学務課長兼長崎師範学校（現長崎大学学芸学部）学校長
- 1884年 - 長崎女子師範学校を設立
- 1891年 - 東京工業学校（現東京工業大学）教授兼文部書記官
- 1892年 - 文部大臣秘書官。後の日本銀行大阪支店長 片岡直輝と机を並べる
- 1895年 - 高等商業学校（1902年に東京高等商業学校に改称、現・一橋大学）校長に就任。後に東京商科大学として大学に昇格する上での基礎を築く。
- 1897年 - 高等商業学校の附属として、外国語学校（後の東京外国語学校、現東京外国語大学）を新設。
- 1898年 - 文部省実業教育局長 兼務、文部事務次官就任、わずか2か月で辞任。
- 1899年 - 42歳で三十四銀行2代目頭取に就任し、以後25年間頭取として君臨、三十四銀行と日本の金融界の発展に尽くす。
- 1901年 - 大阪銀行集会所（現大阪銀行協会）委員長に就任
- 1904年 - 大阪手形交換所委員長に就任
- 1909年 - 日本製糖汚職事件起こる。三十四銀行の損失補填のため、私財提供
- 1920年 - 貴族院議員に勅選される
- 1923年 - 勲二等瑞宝章受章。頭取在任のまま死去。享年66。

## 栄典
- 1891年（明治24年）12月21日 - 従七位[3]
- 1911年（明治44年）8月24日 - 金杯一組[4]
- 1915年（大正4年）11月10日 - 勲三等瑞宝章[5]

## 関連文献
- 「貴族院議員小山健三叙勲ノ件」（国立公文書館所蔵 「叙勲裁可書・大正十二年・叙勲巻四」） - アジア歴史資料センター Ref.A10112970700
- 「小山健三」（青潮出版株式会社編 『日本財界人物列伝 第二巻』 青潮出版、1964年3月）
- 上枝一雄 「小山健三翁」（高橋弥次郎編 『斯の人を : 続日本経済を育てた人々』 関西経済連合会、1968年3月）
- 入江宏 「小山健三 : 実業教育確立期の文部官僚」（唐沢富太郎編著 『図説 教育人物事典 : 日本教育史のなかの教育者群像 中巻』 ぎょうせい、1984年4月）
- 「Captains 第10回 小山健三」（『HQ』Vol.32、一橋大学HQ編集部、2011年10月）